# 鴨川 (富山県)
鴨川（かもがわ）は、富山県魚津市を流れる二級河川。鴨川水系の本流。別名「神明川」。かつて河口付近では『鬼江川』（おんねがわ）とも呼ばれていた。

## 地理
魚津市黒谷、片貝川黒谷頭首工からの取水に発し、分岐されて農業用水として片貝地区の農地を潤しながら流れて、魚津市街地に近い所で鴨川となり、魚津市本町と魚津市諏訪町の境界から富山湾に注ぐ。

## 歴史
古くは、魚津城の城下町として堀の役割も果たしていた。魚津市街地の人々の故郷の川として西部の角川とともに愛着を持たれたが、1988年当時は県内で最もひどく汚れた川の一つあった。同年に「鴨川にもサケを呼ぶ会」が発足し、2018年までは河川の清掃活動や、毎年2月にサケの稚魚の放流が「カムバック・サーモン、カムバック・クリーン」のテーマで行なわれていた。メンバーの高齢化や一緒に川の清掃をしてきた魚津市立村木小学校の統廃合による閉校に伴い、2018年を以て「鴨川にもサケを呼ぶ会」は解散したが、2019年以降は、村木地区振興協議会が同事業を継承している。
大正時代頃までは、たてもん祭りに使用するたてもんは現在よりも小さかったため、川を超えるときに水に浸かりながらこの川の下流をたてもんを引いて渡っていた。

## 利水
てんこ水
片貝川の伏流水が下流の魚津市鴨川町で川底から湧き出している。その噴き出す様子から「てんこ水」と呼ばれた。江戸時代初期のころから竹樋で引き入れられて使われ生活用水、豆腐やかまぼこの製造、魚市場や銭湯で活用されていた。河川の汚染とともに使えなくなった。

## 河川施設
- 餌指公園（えさしこうえん、富山県魚津市本町） - 鴨川下流にある遊水公園。